# 日野宗子
日野 宗子（ひの むねこ、生年不詳 - 文安4年4月29日（1447年6月12日））は、室町幕府第6代将軍・足利義教の正室（御台所）。父は大納言日野重光。後に離別させられて出家、観智院と名乗った。また、正しい名前は光子であったとする説もある。

## 生涯
第4代将軍であった足利義持の死後、弟の義円が還俗して将軍を継いで「義教」と称した。ところが、僧侶であった義教は妻帯しておらず、直ちに正室を立てる必要が生じた。そこで義持の正室日野栄子が甥の日野義資（重光嫡男）と図って正室として嫁がせたのが義資の妹で、栄子の姪である宗子であった。還俗から1ヶ月も経たない応永35年（1428年）閏3月6日に正式に御台所に定められ、継いで正長元年（1428年）6月21日に婚儀が執り行われた。永享元年（1429年）3月12日には女子を出産し、翌年1月28日には三位に叙せられた。ところが、この婚姻そのものが義教の後見人である日野栄子によって決められたものであり、その夫婦仲は良くなかった。義教は次第に側室の正親町三条尹子に心を移していく。
そして永享3年（1431年）6月5日、義教は突如として尹子に御台所の身分を与えることを宣言する。以後、宗子は「本台所」、尹子は「新台所」と呼ばれ、正室が2人いる状態となった。更に7月26日には2人の間の唯一の子供である娘が死去、続く翌27日には日野栄子も病死した。これを機に義教は宗子との離別を決意、同年中に宗子は離別を言い渡されて御所を去り、日野家に対してはその妹の日野重子（後の義勝・義政の生母）を側室に迎えることで代償とした。ただし、実際にはその後も室町殿の北向に住むことが許されていたものの、義教とその後を継いだ義勝（重子の子）が相次いで亡くなり、その後を継いだ同母弟の義政は幼すぎることを理由に烏丸資任（宗子・重子の従兄弟）の屋敷で育てられることが決まったために室町殿の設備が次々と烏丸邸に移され、宗子は主無き室町殿に取り残される形となってしまったようである。
その後の動向は不詳であるが、『康富記』に文安4年4月29日条に、出家して観智院と名乗った宗子がこの日に死去したことが記されている。